# Behind closed doors
Behind closed doors is een single van Charlie Rich. Het is afkomstig van zijn album met dezelfde titel. Het nummer was de eerste nummer 1-hit van Rich in de Amerikaanse Countryhitparade van Billboard, in de “normale” Billboard Hot 100 haalde het de vijftiende plaats. Het nummer werd "Countrylied van het jaar' en ook "Countrysingle van het jaar".
In latere jaren namen andere artiesten het op. Soms vond daarbij een man/vrouwwisseling op in de teksten. Onder de artiesten bevonden zich Dolly Parton, Loretta Lynn, Diana Ross, Perry Como, Tom Jones en Percy Sledge.

## Hitnotering

### Nederlandse Top 40
| Hitnotering: week 13 t/m 17 | Hitnotering: week 13 t/m 17 | Hitnotering: week 13 t/m 17 | Hitnotering: week 13 t/m 17 | Hitnotering: week 13 t/m 17 |    |     |
| Week:                       | 1                           | 2                           | 3                           | 4                           | 5  |     |
| --------------------------- | --------------------------- | --------------------------- | --------------------------- | --------------------------- | -- | --- |
| Positie:                    | 34                          | 29                          | 25                          | 29                          | 33 | uit |

### NederlandseDaverende 30
| Hitnotering: 18-12-2010 t/m | Hitnotering: 18-12-2010 t/m | Hitnotering: 18-12-2010 t/m | Hitnotering: 18-12-2010 t/m | Hitnotering: 18-12-2010 t/m |
| Week:                       | 1                           | 2                           | 3                           |                             |
| --------------------------- | --------------------------- | --------------------------- | --------------------------- | --------------------------- |
| Positie:                    | 29                          | 28                          | 28                          | uit                         |

### Britse Single Top 50
| Hitnotering: 13-4-1974 t/m 21-6-1974 | Hitnotering: 13-4-1974 t/m 21-6-1974 | Hitnotering: 13-4-1974 t/m 21-6-1974 | Hitnotering: 13-4-1974 t/m 21-6-1974 | Hitnotering: 13-4-1974 t/m 21-6-1974 | Hitnotering: 13-4-1974 t/m 21-6-1974 | Hitnotering: 13-4-1974 t/m 21-6-1974 | Hitnotering: 13-4-1974 t/m 21-6-1974 | Hitnotering: 13-4-1974 t/m 21-6-1974 | Hitnotering: 13-4-1974 t/m 21-6-1974 | Hitnotering: 13-4-1974 t/m 21-6-1974 | Hitnotering: 13-4-1974 t/m 21-6-1974 |
| Week:                                | 1                                    | 2                                    | 3                                    | 4                                    | 5                                    | 6                                    | 7                                    | 8                                    | 9                                    | 10                                   |                                      |
| ------------------------------------ | ------------------------------------ | ------------------------------------ | ------------------------------------ | ------------------------------------ | ------------------------------------ | ------------------------------------ | ------------------------------------ | ------------------------------------ | ------------------------------------ | ------------------------------------ | ------------------------------------ |
| Positie:                             | 50                                   | 30                                   | 27                                   | 21                                   | 23                                   | 16                                   | 25                                   | 27                                   | 39                                   | 45                                   | uit                                  |